# Thesprotia infumata
Thesprotia infumata är en bönsyrseart som beskrevs av Jean Guillaume Audinet Serville 1839. Thesprotia infumata ingår i släktet Thesprotia och familjen Thespidae. Inga underarter finns listade i Catalogue of Life.